# Edgar Brenchley
Edgar Brenchley (Murston, 10 februari 1912 - Hamilton, 13 maart 1975) was een Britse ijshockeyspeler.
Brenchley emigreerde zoals de meesten van zijn ploeggenoten van Olympische Winterspelen 1936 op jonge leeftijd naar Canada. Brenchley keerde in 1935 terug naar het Verenigd Koninkrijk.
Brenchley werd geselecteerd voor de Britse ploeg voor de Olympische Winterspelen 1936. Brenchley speelde mee in alle olympische wedstrijden en maakte vier doelpunten, waaronder de winnende doelpunt in de belangrijke wedstrijd tegen Canada en het enige doelpunt tegen Zweden. Brenchley won met zijn ploeggenoten de gouden medaille.
Brenchley keerde na van verloop van tijd toch weer terug naar Canada, waar hij uiteindelijk overleed.